# Бошкоєв Мусабек
Мусабек Бошкоєв (Башкоєв) (1905, село Сари-Толгой Тюпської волості Пржевальського повіту Семиріченської області, тепер Тюпського району Іссик-Кульської області, Киргизстан — 24 листопада 1975, тепер Киргизстан) — киргизький радянський діяч, 1-й секретар Тянь-Шаньського обласного комітету КП(б) Киргизії. 

## Біографія
Народився в родині селянина-середняка. 
Після демобілізації з Червоної армії в 1929 році вступив до Киргизької республіканської партійну школу, по закінченні якої працював заступником директора Киргизького республіканського тресту лікарських рослин.
Член ВКП(б) з 1930 року. 
У 1933—1935 роках — слухач Середньоазіатських курсів марксизму-ленінізму в місті Ташкенті. 
У 1935—1938 роках — начальник відділу кадрів Кара-Суйського бавовноочисного комбінату Ошської області; інспектор, директор бази Киргизької республіканської контори «Киргизсоюзхутро»; уповноважений Киргизької контори хлібозаготівель. 
У 1938—1939 роках — відповідальний секретар виконавчого комітету Тянь-Шанської районної ради депутатів трудящих; 1-й секретар Тогуз-Тороуського районного комітету КП(б) Киргизії; завідувач відділу Тянь-Шанського районного комітету КП(б) Киргизії.
До серпня 1939 року — завідувач організаційно-інструкторського відділу Тянь-Шанського окружного комітету КП(б) Киргизії.
З серпня 1939 року — в.о. 2-го секретаря Тянь-Шанського окружного комітету КП(б) Киргизії.
У 1940 — січні 1941 року — 2-й секретар Тянь-Шаньського обласного комітету КП(б) Киргизії. 
У січні 1941 — 1942 року — 1-й секретар Тянь-Шаньського обласного комітету КП(б) Киргизії.
З грудня 1942 року — в Червоній армії: військовий комісар 107-ї кавалерійської дивізії РСЧА в місті Токмаку Киргизької РСР. З лютого 1943 до 1944 року — агітатор політичного відділу 69-ї армії, учасник німецько-радянської війни. У 1944 році закінчив військово-політичне училище РСЧА в місті Іваново. 
У 1944—1946 роках — начальник політичного відділу Таласького обласного військкомату Киргизької РСР. 
У 1946—1948 роках — 1-й секретар Чуйського районного комітету КП(б) Киргизії. 
У 1948—1950 роках — заступник голови виконавчого комітету Ново-Вознесенівської районної ради депутатів трудящих Іссик-Кульської області; голова Іссик-Кульського обласного промислового об'єднання. 
У 1950—1954 роках — заступник голови виконавчого комітету Тюпської районної ради депутатів трудящих Іссик-Кульської області; начальник сільськогосподарського відділу, начальник відділу капітального будівництва виконавчого комітету Іссик-Кульської обласної ради депутатів трудящих. У 1954—1955 роках — начальник відділу сільського та колгоспного будівництва виконавчого комітету Іссик-Кульської обласної ради депутатів трудящих. 
З 1955 року — голова колгоспу імені Леніна Тюпського району Киргизької РСР; голова виконавчого комітету Ленінської селищної ради депутатів трудящих Тюпського району, голова виконавчого комітету селищної ради депутатів трудящих шахти «Джергалан» Киргизької РСР.
Потім — персональний пенсіонер республіканського значення.
Помер 24 листопада 1975 року після важкої та тривалої хвороби.

## Звання
- майор

## Нагороди
- орден Трудового Червоного Прапора
- орден Червоної Зірки (24.01.1944)
- два ордени «Знак Пошани» (31.01.1941)
- медаль «За перемогу над Німеччиною у Великій Вітчизняній війні 1941—1945 рр.» (22.08.1945)
- медалі